# Muriculus imberbis
Muriculus imberbis és una espècie de mamífer rosegador de la família dels múrids. És endèmic de les muntanyes d'Etiòpia, on viu a altituds d'entre 1.900 i 3.400 msnm. El seu hàbitat natural són els herbassars d'altiplà. És una espècie en risc mínim, és a dir, no sembla que hi hagi cap amenaça significativa per a la seva supervivència. El seu nom específic, imberbis, significa ‘imberbe’ en llatí.